# Эннетбюрген
Эннетбюрген (нем. Ennetbürgen) — коммуна в Швейцарии, в кантоне Нидвальден. 
Население составляет 4177 человек (на 31 декабря 2006 года). Официальный код  —  1505.

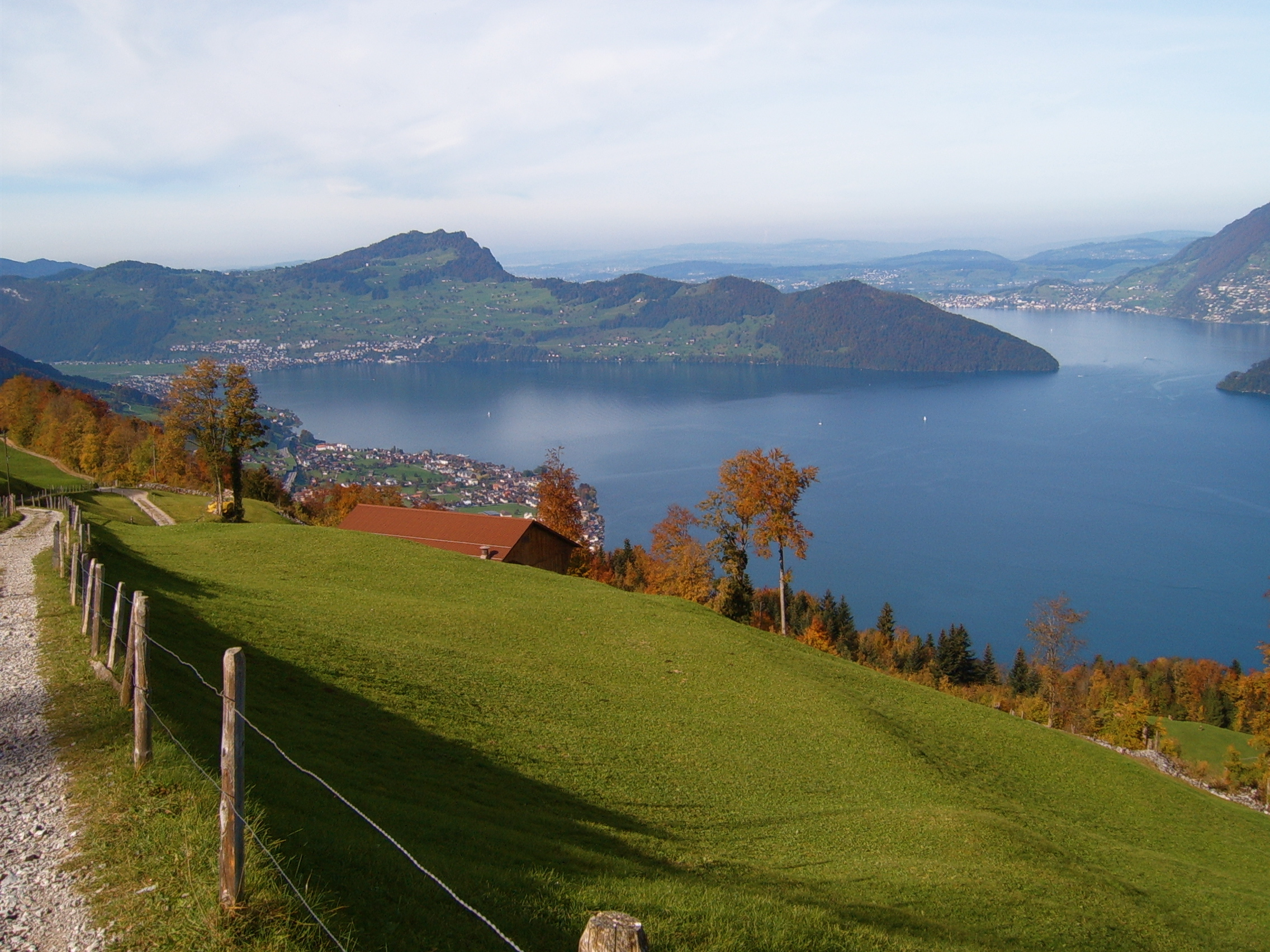
Эннетбюрген